# Kikaider
Androide Kikaider (人造人間キカイダー, Jinzō Ningen Kikaidā) é um personagem de mangá, tokusatsu e anime criado pelo mangaka Shotaro Ishinomori. Foi realizado como tributo ao Tetsuwan Atom (Astro Boy), de Osamu Tezuka, e inspirado no Pinóquio, de Carlo Collodi, e Frankenstein, de Mary Shelley. Posteriormente, foi usado como base para a criação do seriado Metalder.

## História
Den Komyoji é um cientista especializado em robótica, desgraçado pela morte do primogênito em um acidente de laboratório. Desconsolado, Komyoji conhece o Professor Gill, que se mostra muito interessado pelo seu trabalho. No entanto, Komyoji logo descobre estar sendo manipulado para construir máquinas assassinas para a organização DARK e que sua própria esposa é uma espiã. Então decide utilizar de todos seus conhecimentos para a construção de um robô com sentimentos humanos, movido pelo circuito de consciência GEMINI, seu nome é Jiro e este pode assumir a forma de Kikaider para combater seus irmãos controlados por DARK.
Por fim, a filha de Komyoji, Mitsuko, descobre a existência de Jiro e questiona quais seriam as motivações de seu pai para construir um robô atormentado por sentimentos humanos, mas acaba por simpatizar e até se apaixonar por ele. Seu irmão mais novo, Masaro, considera Jiro como parte da família, mas sua ingenuidade infantil não permite que enxergue toda a conspiração que existe por trás de sua criação, afinal, Komyoji tinha seus filhos, então que necessidade teria para que, como Gepeto, construísse um Pinóquio para si?

## Adaptações

### Mangá
O mangá foi publicado na revista Shōnen Sunday ao mesmo tempo em que a série original era exibida.

### Tokusatsu
- Jinzo Ningen Kikaider (Humano Artificial Kikaider - 1972) Série de TV + 1 Filme
- Kikaider 01 (1973) Série de TV
- Jinzo Ningen Hakaider (Humano Artificial Hakaider - 1995) Filme

### Anime
- Jinzo Ningen Kikaider: The Animation (2000)-(2001) Série de TV
- Kikaider 01: The Animation (2001) OVA em 4 partes
- Kikaider Vs. Inazuman (2002) OVA Especial